# Captain America and the Avengers
Captain America and the Avengers (яп. キャプテンアメリカアンドジアベンジャーズ; укр. Капітан Америка та Месники) — аркадна відеогра в жанрі побий їх усіх, на основі коміксів Marvel «Месники», випущена в 1991 році компанією Data East. Відеогра портована на NES (для східних країн), Sega Mega Drive, SNES, Game Boy та Game Gear.

## Геймплей
Гравець має на вибір чотири супергероя: Капітан Америка, Залізна людина, Соколине Око та Віжн. Кожен персонаж може атакувати та стрибати; підбирати та кидати предмети із землі (наприклад, бочки); використовуйте спеціальну атаку (Залізна людина, Віжн — енергетичний промінь), або снаряд (щит Капітана Америки та стріли Соколиного Ока). Епізодично з'являються інші Месники, такі як Оса, Ртуть, Чудо-людина, Немор. Відеогра має різноманітні локації, від вулиць Нью-Йорка до місячної бази Червоного Черепа з величезною лазерною установкою для знищення Землі.
На аркадних автоматах гра має режими для двох та чотирьох гравців.

## Версії
У 1992 році Data East випустила порт для Sega Mega Drive. Пізніше відеогра біла ліцензована Mindscape та портована Realtime Associates на SNES (1993), Game Gear і Game Boy (1994).
Також у 1992 році Data East випустила версію для NES. Ця версія мала суттєві відмінності від аркадної. Тепер мета гри була в порятунку Віжн і Залізної людини від Червоного Черепа. А гравець міг вибрати лише Капітана Америку або Соколине Око.

## Рецензії
GamePro оцінив версії Game Gear як «скролер на один раз» із середньою анімацією та музикою. Electronic Gaming Monthly оцінив відеогру на 6,4 з 10.